# Hauptstrasse 381
Die Hauptstrasse 381 ist eine Verbindung der Hauptstrasse 25 in Zug mit der Hauptstrasse 8 bei Sattel.

## Verlauf
Die Strasse beginnt in der Altstadt von Zug und verläuft Richtung Zugerberg und ins Lorzental. Nach der Lorzentobelbrücke verläuft sie weiter durchs Tal nach Ägeri am Ägerisee. Nach dem Morgartendenkmal verläuft sie über einen kleinen Pass nach Sattel.
Die Strasse führt durch das Landschaftsschutzgebiet Glaziallandschaft Lorze – Sihl mit Höhronenkette und Schwantenau, das im Bundesinventar der Landschaften und Naturdenkmäler von nationaler Bedeutung verzeichnet ist (BLN-Nummer 1307).

## Kreuzungen
Die Strasse kreuzt die Nebenstrassen nach Baar und Allenwinden, welche bei Neuägeri die Strasse wieder kreuzt, die Nebenstrasse nach Menzingen in Neuägeri sowie die Nebenstrasse auf den Raten in Oberägeri.